# Zofia Korbońska
Zofia Korbońska z domu Ristau (ur. 10 maja 1915 w Warszawie, zm. 16 sierpnia 2010 w Waszyngtonie) – polska działaczka niepodległościowa. Żona i zarazem najbliższa współpracowniczka Stefana Korbońskiego.

## Życiorys
Urodziła się w Warszawie, w rodzinie Wacława i Zenobii z domu Gryf-Kwiecińskiej, prawnuczki powstańca styczniowego. Ukończyła Gimnazjum im. Marii Konopnickiej w Warszawie oraz Szkołę Nauk Politycznych w Warszawie. Od 1938 zamężna z adwokatem Stefanem Korbońskim.
W 1941 była jedną z organizatorek tajnej radiostacji Kierownictwa Walki Cywilnej. Uczestniczka powstania warszawskiego. Wspólnie z mężem aresztowana przez NKWD w czerwcu 1945, zwolniona po utworzeniu Tymczasowego Rządu Jedności Narodowej. Prowadziła zakład fryzjersko-kosmetyczny na rogu ulic Chmielnej i Marszałkowskiej w Warszawie. W 1947, kiedy Stefanowi Korbońskiemu zagroziło aresztowanie ze strony komunistycznych władz, uciekła z nim do Szwecji. W listopadzie 1947 zamieszkali w Stanach Zjednoczonych, gdzie pracowała w „Głosie Ameryki” oraz działała w Kongresie Polonii Amerykańskiej. Po śmierci męża była współzałożycielką Fundacji im. Stefana Korbońskiego.
Zabierała głos w życiu publicznym, m.in. w obronie Instytutu Pamięci Narodowej. Była członkiem Komitetu Honorowego Obchodów 70. Rocznicy Wybuchu II Wojny Światowej oraz 20. Rocznicy Upadku Komunizmu w Europie Środkowej.
W 2004 przyleciała do Polski na uroczyste obchody 60. rocznicy Powstania Warszawskiego. Była obecna podczas otwarcia Muzeum Powstania Warszawskiego.

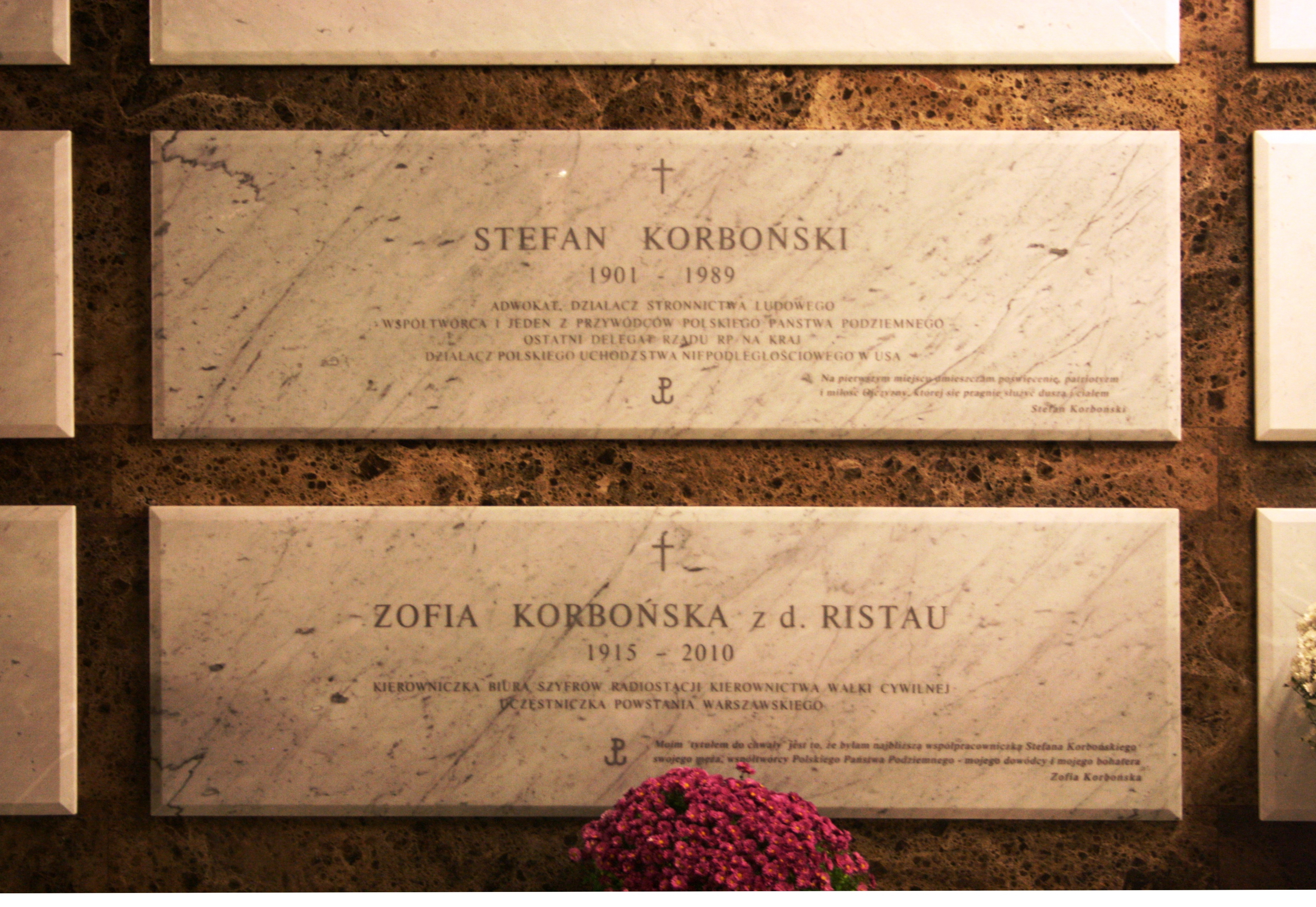
Krypty Stefana i Zofii Korbońskich w Panteonie Wielkich Polaków w Świątyni Opatrzności Bożej w Warszawie

Przez kilka lat chorowała na chorobę nowotworową. Zmarła 16 sierpnia 2010 w wieku 95 lat. Została pochowana 11 września w Doylestown. We wrześniu 2012 zapowiedziano sprowadzenie jej i jej męża prochów do Polski, do Świątyni Opatrzności Bożej w Warszawie, zaś ich pogrzeb odbył się tam 1 października tego samego roku.

## Odznaczenia, wyróżnienia i upamiętnienie
Postanowieniem prezydenta Lecha Kaczyńskiego z 6 lutego 2006 „za wybitne zasługi dla niepodległości Rzeczypospolitej Polskiej, za działalność na rzecz upowszechniania polskiej historii” została odznaczona Krzyżem Wielkim Orderu Odrodzenia Polski, wcześniej postanowieniem prezydenta Lecha Wałęsy z 9 marca 1994 była uhonorowana Krzyżem Oficerskim tegoż Orderu „za wybitne zasługi w walkach o niepodległość Rzeczypospolitej Polskiej oraz działalność polonijną”.
W 2000 została odznaczona Medalem Polonia Mater Nostra Est.
W 2006 otrzymała tytuł Honorowego Obywatela Miasta Stołecznego Warszawy. Na temat Zofii Korbońskiej powstał film dokumentalny W imieniu Polski (1998) w reżyserii Aliny Czerniakowskiej.